# François Kléber
François Kléber est une série télévisée française en six épisodes de 90 minutes créée par Patrick Jamain, diffusée du 20 avril 1995 au 4 avril 1996 sur TF1 puis rediffusée sur Action, CinéCinéma Frisson et Ciné Polar.

## Synopsis
La série met en scène les enquêtes du commissaire François Kléber et de son équipe d'enquêteurs.

## Distribution

### Personnages principaux
- Gérard Lanvin : Commissaire François Kléber
- Élisabeth Vitali : Esther
- Steve Kalfa : Lavista
- Yves Afonso : Marcel, le père d'Esther
- Jean-Noël Brouté : Feu Rouge, le frère d'Esther

### Personnages secondaires
- Élie Sémoun : Sony
- Jacques Bondoux : Le père de Sony
- Antoine Duléry : Zappa
- Nathalie Nell : Eva
- Jean-Pierre Malo : Rico
- Jean-Pierre Darroussin : Fabien Milan
- Nanou Garcia : Mme Corentin
- Philippe Duquesne : M. Corentin
- Stéphane Jobert : Ruppert
- Sabri Lahmer : Rachid
- Michel Derain : Monsieur Bonillo
- Jean-Pierre Loustau : Johnny Seldon
- Coralie Revel : Blandine
- Noëlla Dussart : Clémentine
- Marie-Charlotte Leclaire : Sylvie
- Eric Laugérias : Robert
- Jean-François Garreaud : Conti

## Épisodes
1. Le Pas en avant
2. L'Âme du rasoir
3. Dans la gueule du loup
4. L'Embrouilleur
5. Le Traquenard
6. La Mémoire vive